# Saint-Victor, Allier
Saint-Victor là một xã ở tỉnh Allier thuộc miền trung nước Pháp.